# Поборка
Побо́рка (укр. Побірка) — село в Тепликском районе Винницкой области Украины.
Код КОАТУУ — 0523785401. Население по переписи 2001 года составляет 677 человек. Почтовый индекс — 23825. Телефонный код — 4353.
Занимает площадь 0,309 км².

## Адрес местного совета
23825, Винницкая область, Теплицкий р-н, с. Поборка, ул. Механизаторов, 15